# Miska Glava
Miska Glava (en serbe cyrillique : Миска Глава) est un village de Bosnie-Herzégovine. Il est situé sur le territoire de la ville de Prijedor et dans la république serbe de Bosnie. Selon les premiers résultats du recensement bosnien de 2013, il compte 392 habitants.

## Démographie

### Évolution historique de la population dans la localité
| 1948 | 1953 | 1961  | 1971  | 1981 | 1991 | 2013 |
| ---- | ---- | ----- | ----- | ---- | ---- | ---- |
| -    | -    | 1 219 | 1 170 | 997  | 764  | 392  |

|  |

### Communauté locale
En 1991, la communauté locale de Miska Glava comptait 1 014 habitants, répartis de la manière suivante :